# Adam Allendorf
Adam Allendorf  (* 9. Oktober 1845 in Mainz; † 28. März 1924 in Mainz) war ein deutscher Malermeister und Stuckateur. Auf seine Initiative wurde der Lennebergturm bei Budenheim im heutigen Rheinland-Pfalz gebaut.
Allendorf wurde am 9. Oktober 1845 als Sohn des Schuhmachermeisters Lorenz Allendorf und seiner Ehefrau Maria (geb. Reifert) in Mainz geboren. Mit 14 Jahren begann er eine Lehre zum Maler und Stuckateur und übte den Beruf später auch aus. Als Jugendlicher trat er 1861 dem Mainzer Turnverein von 1817 bei, dessen Vorsitzender er in späteren Jahren wurde.
1874 gründete Allendorf den Wander- und Verschönerungsverein Lennebergverein, dessen Vorsitzender er jahrzehntelang war. Auf seine Anregung hin wurde ab 1878 im Lennebergwald zwischen Mainz und Budenheim ein steinerner Aussichtsturm gebaut, der 1880 als Lennebergturm eingeweiht wurde.
Im Mainzer Stadtteil Gonsenheim gibt es einen Adam-Allendorf-Weg, der nach ihm benannt ist.